# Joel Edmundson
Joel Huxley Edmundson (* 28. Juni 1993 in Brandon, Manitoba) ist ein kanadischer Eishockeyspieler, der seit Juli 2024 bei den Los Angeles Kings in der National Hockey League unter Vertrag steht. Zuvor hatte er unter anderem sechs Jahre in der Organisation der St. Louis Blues verbracht und mit dem Team in den Playoffs 2019 den Stanley Cup gewonnen.

## Karriere
Joel Edmundson wurde in Brandon geboren und durchlief in seiner Jugend die Nachwuchsmannschaften der dort ansässigen Brandon Wheat Kings. Im Bantam Draft der Western Hockey League (WHL) wurde er bereits 2008 von den Moose Jaw Warriors an 121. Position ausgewählt, wechselte jedoch erst zur Saison 2010/11 und somit relativ spät in deren Organisation. In seiner Rookie-Saison kam der Verteidiger auf 20 Scorerpunkte in 71 Spielen für die Warriors und wurde im anschließenden NHL Entry Draft 2011 an 46. Position von den St. Louis Blues ausgewählt. Vorerst verblieb der Kanadier jedoch in der WHL und absolvierte weitere eineinhalb Spielzeiten für die Warriors, ehe er im Dezember 2012 in einem mehrere Spieler und Draft-Wahlrechte umfassenden Tauschgeschäft innerhalb der Liga zu den Kamloops Blazers transferiert wurde. In Kamloops beendete er die Spielzeit 2012/13, bevor er von den St. Louis Blues mit einem Einstiegsvertrag ausgestattet wurde.
Die Blues setzten Edmundson vorerst bei den Chicago Wolves ein, ihrem Farmteam aus der American Hockey League (AHL). Dort verbrachte der Kanadier zwei volle Spielzeiten, ehe er sich in der Vorbereitung auf die Saison 2015/16 im Aufgebot der Blues etablierte und wenig später in der National Hockey League (NHL) debütierte. Im Laufe der Saison wurde er nur einmal kurzzeitig in die AHL geschickt und absolvierte bis zum Saisonende 67 NHL-Spiele für die Blues. Im Sommer 2016 wurde sein auslaufender Vertrag in St. Louis um zwei Jahre verlängert.
Mit den Blues gewann Edmundson in den Playoffs 2019 den Stanley Cup. In der folgenden off-season wurde er jedoch im September 2019 samt Dominik Bokk und einem Siebtrunden-Wahlrecht im NHL Entry Draft 2021 an die Carolina Hurricanes abgegeben, die ihrerseits Justin Faulk und ein Fünftrunden-Wahlrecht für den NHL Entry Draft 2020 zum amtierenden Stanley-Cup-Sieger transferierten. In Carolina war der Kanadier ein Jahr aktiv, ehe er im September 2020 im Tausch für ein weiteres Fünftrunden-Wahlrecht im Draft 2020 zu den Canadiens de Montréal geschickt wurde. Zu diesem Zeitpunkt war Edmundson kurz davor, am Ende der Saison 2019/20 zum Free Agent zu werden, wobei eine Vertragsverlängerung vorerst ausstand. Wenige Tage später unterzeichnete er einen neuen Vierjahresvertrag in Montréal, der ihm ein durchschnittliches Jahresgehalt von 3,5 Millionen US-Dollar einbringen soll. In den folgenden Playoffs 2021 erreichte der Kanadier mit den Canadiens erneut das Finale um den Stanley Cup, unterlag dort allerdings den Tampa Bay Lightning mit 1:4. Nach drei Jahren in Montréal gaben ihn die Canadiens im Juli 2023 an die Washington Capitals ab, übernahmen weiterhin die Hälfte seines Gehalts und erhielten im Gegenzug ein Dritt- sowie ein Siebtrunden-Wahlrecht im NHL Entry Draft 2024. Von dort wiederum gelangte er bereits im März 2024 zu den Toronto Maple Leafs, die dafür ein Drittrunden-Wahlrecht im Draft 2024 sowie ein Fünftrunden-Wahlrecht im NHL Entry Draft 2025 nach Washington schickten.
In Toronto beendete er die Saison 2023/24 und wechselte anschließend im Juli 2024 als Free Agent zu den Los Angeles Kings. Dort erhielt er einen neuen Vierjahresvertrag mit einem durchschnittlichen Jahresgehalt von 3,85 Millionen US-Dollar.

### International
Sein Debüt für die A-Nationalmannschaft gab Edmundson im Rahmen der Weltmeisterschaft 2018 und belegte dort mit dem Team den vierten Platz.

## Erfolge und Auszeichnungen
- 2019 Stanley-Cup-Gewinn mit den St. Louis Blues

## Karrierestatistik
Stand: Ende der Saison 2024/25

### International
Vertrat Kanada bei:
- Weltmeisterschaft 2018

(Legende zur Spielerstatistik: Sp oder GP = absolvierte Spiele; T oder G = erzielte Tore; V oder A = erzielte Assists; Pkt oder Pts = erzielte Scorerpunkte; SM oder PIM = erhaltene Strafminuten; +/− = Plus/Minus-Bilanz; PP = erzielte Überzahltore; SH = erzielte Unterzahltore; GW = erzielte Siegtore; 1 Play-downs/Relegation; Kursiv: Statistik nicht vollständig)